# マドラス原子力発電所
マドラス原子力発電所（英語: Madras Atomic Power Station）はインドのチェンナイの南80kmの位置にあるカルパッカムに存在する原子力発電所。原子力発電、燃料再処理、廃棄物処理などに加え高速増殖炉向けのプルトニウム燃料の製造などを包括的に行える施設になっている。
マドラス原子力発電所はインド初の完全国内建設の原子力発電所であり、220MWeの原子炉を2基保有し、それぞれ1983年、1985年に臨界に達した。原子炉は冷却材喪失事故の最悪の可能性でも総合的な安全を保持するため、2重の閉じ込めがなされて原子炉建屋に収容されている。カルパッカムには中間貯蔵施設も存在する。

## 経緯
マドラス原発はインドの核能力を向上するために建設され、インドの国内原子力計画の基礎を築いた。発電所はインディラ・ガンディー首相時代に建設され、1号機は1983年7月2日に臨界を達成し、1983年7月23日にガンディー首相の参列の下で送電網に接続された。
建設中、適切なインフラや操作装置がなかったため、1号機の180トンある重要機器を持ち上げるために38万本の枕木がインド中から集められた。

## 特徴
発電所内にはCANDU炉を改良した加圧水型重水炉（PHWR）2機が設置されており、MAPS-1（1号機）、MAPS-2（2号機）と呼ばれている。1号機は1981年に完成したが、重水の不足から運転開始は遅れた。必要な重水を調達した後1号機は1983年に臨界を迎え、1984年1月27日に全出力での運転となった。2号機は1985年に臨界を達成し、1986年3月21日に全出力での運転を始めた。これらの2機は設計出力の235MWeより低い170MWeを発電している。これは減速材ポンプの中でひび割れた冷却系由来のジルカロイ片が発見されたため、出力を低下させたためである。

## 原子炉
| 原子炉         | 原子炉形式 | 正味発電量(MW) | 総発電量(MW) | 建設開始      | 送電開始      | 商業運用      | 停止 |
| -------------- | ---------- | -------------- | ------------ | ------------- | ------------- | ------------- | ---- |
| 1号機 (MAPS-1) | PHWR       | 205            | 220          | 1971年1月1日  | 1983年7月23日 | 1984年1月27日 | 未定 |
| 2号機 (MAPS-2) | PHWR       | 205            | 220          | 1972年10月1日 | 1985年9月20日 | 1986年5月21日 | 未定 |

## その他
カルパッカムの上陸拠点はインドの国産の加圧水型軽水炉の受け皿となっており、原子力潜水艦向けの80MW級原子力発電装置の陸上製造の原型炉がBARCによって開発されている。この装置はMAPSの管理下にはない。
現在近郊のインディラ・ガンディー原子力研究センターで高速増殖炉原型炉（PFBR）が建設中である。
2004年のスマトラ島沖地震の際、津波でポンプ室が浸水するトラブルがあった。

## 註
1. ↑  
“MAPS Silver Jubilee Celebration”.  India Environment Portal. 2012年12月18日時点のオリジナルよりアーカイブ。2014年11月9日閲覧。
2. ↑  Plants Under Operation - Nuclear Power Corporation of India Limited. Npcil.nic.in. Retrieved on 2013-12-06.
3. ↑  “NTI: Country Overviews: India: Nuclear Facilities Madras Atomic Power Station (MAPS)”.  核脅威イニチアティブ（英語版） (2003年9月). 2004年3月17日時点のオリジナルよりアーカイブ。2009年11月29日閲覧。
4. ↑   “Nuclear Power Reactor Details - MADRAS-1”. PRIS.   (IAEA) (2020年8月22日). 2020年8月23日閲覧。
5. ↑   “Nuclear Power Reactor Details - MADRAS-2”. PRIS.   (IAEA) (2020年8月22日). 2020年8月23日閲覧。
6. ↑  “PWR building shows indigenous capability, says Kakodkar”. ザ・ヒンドゥー（英語版） (Chennai, India). (2009年8月3日)
7. ↑  【放射能漏れ】海外の実例知りつつ放置　スマトラ沖地震、インド原発で津波被害 - MSN産経ニュース - ウェイバックマシン（2012年5月15日アーカイブ分）